# 家へおいでよ (テレビドラマ)
『家へおいでよ』（うちへおいでよ）は、NHK総合テレビジョンの『水曜シリーズドラマ』で1996年10月2日から同年11月13日まで放送されたテレビドラマ。全6回。

## キャスト
寺崎悟
演 - 杉浦直樹
林田泰弘
演 - 筒井道隆
板倉かやの
演 - 鈴木砂羽
土屋礼子
演 - 小橋めぐみ
カルロス
演 - マルティン・ラミレス
安岡賢一
演 - 三上大和
吉岡京子
演 - 松田千晴
大島浩平
演 - 南周平
工場主・加藤
演 - 頭師孝雄
その妻
演 - 伊藤榮子
桂一
演 - 有薗芳記
従業員
演 - 右京孝雄
学部長
演 - 塚本信夫
事務長
演 - 林昭夫
教師
演 - 武発史郎、有馬自由
高校生
演 - 薗田法挙、横山浩幸、戸部弘次
仲居
演 - 上原恵子、ためもとたまみ
スナックのマスター
演 - 信太昌之
スナックのママ
演 - 平塚晶子
ウェイトレス
演 - 田内裕子
宅配便の男
演 - 青木勇二
ラーメン屋の店主
演 - 高土新太郎
ラーメン屋の店員
演 - 藤木誠人
エンゼルプロ、鳳プロ
荒木六助
演 - 角野卓造
鄙川信子
演 - 岸田今日子

## スタッフ
- 作 - 山田太一[1]
- 音楽 - ルシア塩満、都留教博、中村由利子
- 人形制作指導 - 岡田好永
- 擬斗 - 林邦史朗
- スペイン語指導 - 伊藤ペトロナ由香
- 制作統括 - 金澤宏次[1][3]
- 美術 - 竹内光鷹[1]、佐野均
- 技術 - 雨海祥夫[1]、上原康雄
- 音響効果 - 山本浩[1]、中村真一
- 記録編集 - 高室晃三郎
- 撮影 - 三浦国男、川邨亮
- 照明 - 渡辺恒一、斉藤幸夫
- 音声 - 田島敬三、鏡唯夫
- 映像技術 - 野村秋彦、横瀬公男、芦沢瑛紀
- 美術進行 - 庄司薫
- 演出 - 富沢正幸[1]、小松隆

## 受賞歴
- 第11回ザテレビジョンドラマアカデミー賞[4]
  - 新人俳優賞（小橋めぐみ）
  - 脚本賞（山田太一）